# Kloster Dragalewzi
Das Dragalewzi-Kloster (bulgarisch Драгалевски манастир) ist ein Kloster der Bulgarisch-Orthodoxen Kirche und befindet sich an den nördlichen Ausläufen des Witoscha-Gebirges nahe Dragalewzi, einem Stadtviertel der bulgarischen Hauptstadt Sofia. Es ist der Heiligen Gottesgebärerin gewidmet.
Man nimmt an, dass das Kloster um 1345 vom bulgarischen Zaren Iwan Alexander gegründet wurde. Dabei war das Kloster direkt dem bulgarischen Patriarchen unterstellt. Zum ersten Mal wurde das Kloster 1371 in der Witoscha-Urkunde, die im Auftrag des bulgarischen Zaren Iwan Schischman ausgestellt wurde, als Zarenkloster erwähnt. Das Kloster wuchs in der Folgezeit zu einem Komplex, bestehend aus Klosterkirche, Wohn- und Wirtschaftsgebäuden.
Nach der Einnahme Sofias durch den Osmanen im Jahre 1382 wurde das Kloster zerstört. Erst in der zweiten Hälfte des 15. Jahrhunderts wurde es neu errichtet, entwickelte sich dann aber schnell zu einem Schriftzentrum der bulgarischen Kultur. Heute ist von dem Komplex nur noch die Klosterkirche erhalten.

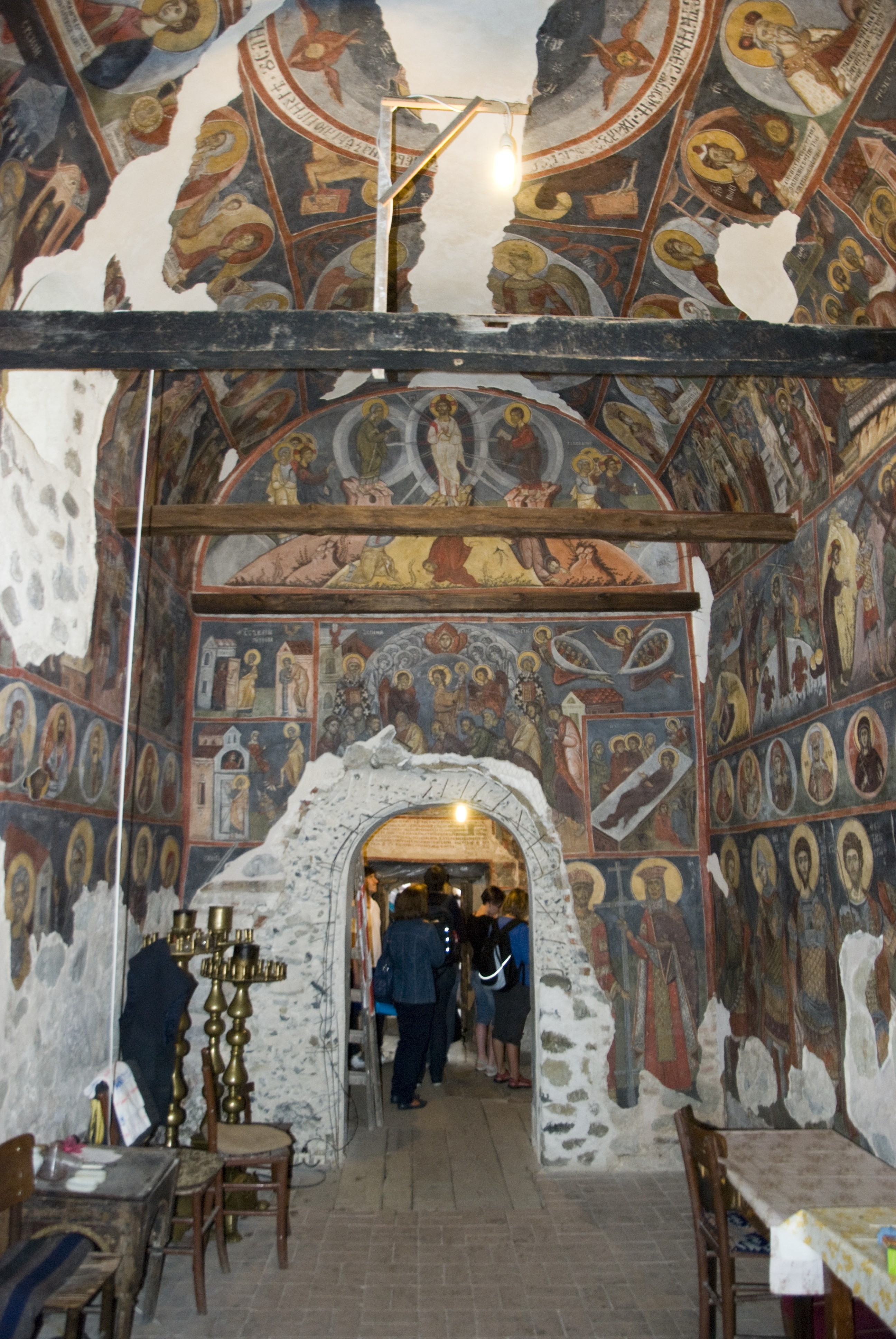
Im Inneren des südlichen, alten Kirchenteils

## Klosterkirche
Die Klosterkirche stellt einen einschiffigen, einapsisigen 5 × 12 m großen Bau mit einem Kapellenkranz dar. Stilistisch wird sie gemeinsam in einer Gruppe mit den weiteren Kirchen um Sofia, die im 15. Jahrhundert entstanden, gesehen: die Klosterkirchen der Klöster Kremikowzi und Karlukowo, die Sofioter Kirche Sweta Petka Samardschijska, die Kirche Sweta Petka in Balscha und weiteren Kirchenbauten im Strumatal. Die ältesten Fresken der Kirche stammen aus dem Jahr 1476 und wurden von Maler der Schule von Ohrid gefertigt.